# 阮樂化
阮樂化（防城話：/ȵin13.lɔk2.fa33/，1901年8月28日—1993年1月19日），字瑞昌，聖名奧斯定（Augustine），也作阮洛和。廣東防城（今廣西防城港市）人。天主教神父，反共主義者，有“反共鐵漢”之稱。
阮樂化出生於清朝廣東省的一個天主教家庭中，中學畢業後攻讀神學，後來在北海教區擔任神父。中日戰爭期間，阮樂化組織民間抗日武裝隊伍，反抗日軍的侵略。國共內戰末期，阮樂化被共產黨逮捕，後設法偷渡越南。阮樂化在越南戰爭期間在越南共和国金甌半島成立了“海燕特區”（Biệt khu Hải Yến），作爲特區的宗教領袖和軍事指揮官，領導民兵與越共游擊隊戰鬥。
阮樂化回到臺灣後在一些僑民團體中擔任職務，病逝於1993年。

## 早年經歷
阮樂化1901年8月28日出生於廣東省防城縣竹山村（今屬廣西壯族自治區防城港市東興市），父親阮春源，母親凌氏均爲虔誠的天主教徒。15歲中學畢業後，進入廣東省合浦縣北海市教區聖德修院攻讀神學，1927年到馬來亞檳城的神學院學習，旋赴法國留學，結業後回到北海教區服務。1933年晉鐸，屬法國耶穌會，並任教於教區修院。
七七事變後，阮樂化召集青年組織抗日自衛隊，後加入了國民革命軍，至抗日戰爭結束時已經是陸軍中校軍銜。1949年北海被解放軍攻佔，阮樂化堅守教區，於1951年被共產黨軟禁，受到了折磨。1952年初，阮樂化在友人的協助下，偷渡至越南北部的海寧省環柱村（阮樂化書中作邁柱村）的天主教堂，得到了法國駐海寧省硭街專員暨海防法國當局的幫助，號召家鄉百姓先逃往越北環柱，然後與其他大陸各地逃奔越北的反共人士一起，經柬埔寨集中後前往越南紅土橡膠園。

## 海燕特區
根據1954年日內瓦協定，越南被沿北緯十七度線分割爲南北兩部分，北方爲共產黨人統治的越南民主共和國，南方由越南國統治。随后，大量北越難民（其中大多數爲天主教徒）越過北緯十七度線逃往南方。這些移民增強了天主教徒和反共主義者吳廷琰（時任越南國首相）在越南南方的政治支持度，後者則下令在南方建立了大量的村莊以安置南下的難民。

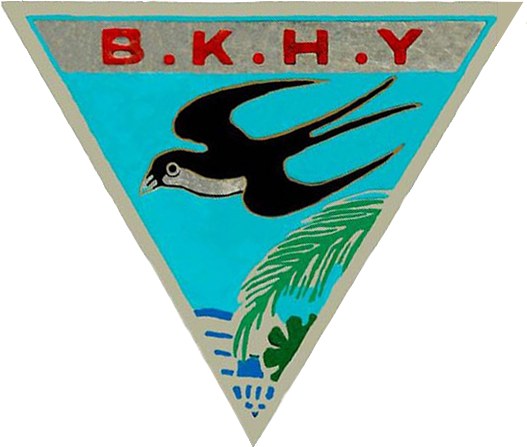
海燕特區徽章

1955年，越南共和國成立，吳廷琰擔任越南共和國首位總統。通過雷震遠神父的引荐，阮樂化在越南共和國總統吳廷琰和他的顧問伯納德·岳（Bernard Yoh）的幫助下，於1959年3月17日和追隨他的流亡天主教徒定居在了越南最南端的金甌半島（屬安川省）上，成立了平興村。1961年1月3日平興村的民兵以少勝多，擊退了越共軍隊，而爲西貢當局特劃為“海燕特區”，直屬於越南共和國軍總參謀部及第四軍區保安部隊，並由美軍派遣顧問指導。海燕特區具有鮮明的宗教和屯兵色彩，可以做到一定程度的自給自足。美國马萨诸塞州的紐伯里波特與平興村結爲了姊妹城市。
阮樂化還在西貢堤岸創辦有華文報紙《新越日報》，並曾率領越南華文報業訪問團訪問臺灣。1973年阮樂化膺選越南區僑選立法委員，任滿後受聘爲行政院顧問和僑務委員會委員。
阮樂化與吳廷琰交往甚密，1963年越南共和國政變前，阮樂化面謁吳廷琰，吳廷琰向他表示局勢已無希望，但是自己不願意向反對者們妥協。
1964年，阮樂化以年事已高爲由，卸除軍職。
吳廷琰在政變中被殺害後，隨著西貢的政治局勢變得更加混亂和腐敗，阮樂化認爲越南的反共鬥爭獲勝的機會變得很小，於是離開越南，退居台北總教區。

阮樂化神父（左）與中華民國國民大會祕書長谷正綱，1964年攝於臺灣

## 1975年後
1975年4月30日，越南人民軍與越南南方民族解放陣線攻陷越南共和國首都西貢，末任總統楊文明宣佈了“西貢政權從中央到地方完全解散”，宣告了越南共和國的滅亡。
1976年2月9日，阮樂化與其他在臺越南華僑領導人發起成立了中華民國越南歸僑聯誼會（1988年變爲中華民國越南歸僑協會）。1978年，在臺北發起成立世界欽廉同鄉會並擔任理事長。1989年復選爲越南歸僑協會理事長，此外還兼任《自由僑聲》半月刊董事長、世界廣東同鄉總會理事、華僑救國聯合總會名譽理事、世界越棉寮華人團體聯合會副祕書長和僑務委員會越南僑務顧問小組委員等職務。
1993年1月19日上午5時，阮樂化病逝，享耆壽92歲。同年2月13日安葬於三德公墓。

## 評價

### 正面評價
中华民国對阮樂化和海燕特區評價頗高，中國電影製片廠製作的影片《越南海燕特區》中稱他們“堅決不屈的反共精神，是值得敬佩的。海燕特區以少勝多，以寡敵衆的事實，正給於反攻大陸必勝必成的確切保證”。
曾經報導海燕特區的美國記者的斯坦·阿特金森在1999年稱阮樂化“作爲一名男人和領導者，是我所有的旅行中，最難忘的一個人物”。

### 負面評價
中國共產黨史料稱阮樂化於1951年12月帶從事間諜活動的北海天主教會代理主教古佑道（法國人）親筆信和地圖逃往越南，向法軍通報關於北海的情報，遭到中華人民共和國公安機關捕獲。
越南共產黨指責海燕特區、平興村是散播邪惡的“殺生爐”，瘋狂殘害附近的村民，特區的士兵會食用越共成員和附近無辜村民的人肉。據金甌省博物館的不完全統計，海燕特區屠殺了1675名越共幹部、戰士和無辜的居民，包括老人、兒童和孕婦。曾風行中國大陸的越共書籍《南方來信》中也稱阮樂化是“披着修士外衣的蔣介石匪軍上校”，平興村的士兵們會把婦女綁在十字架上強姦，還會食用俘虜的心和肝。

## 逸事

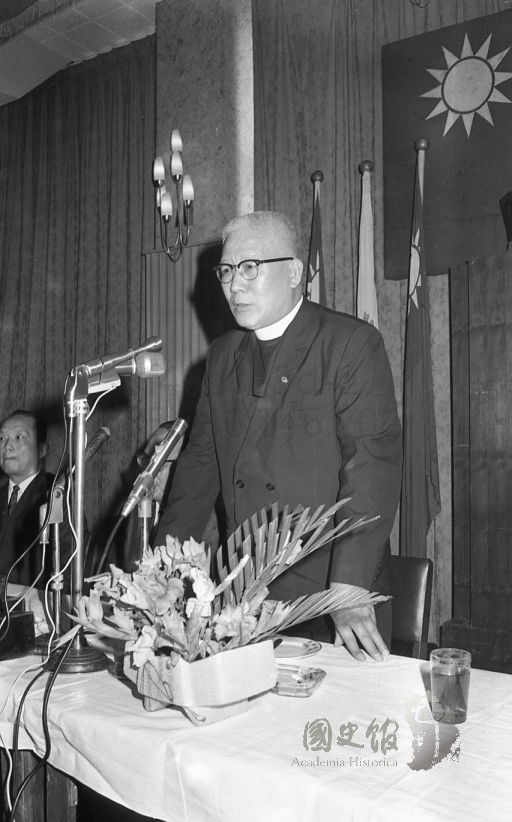
1967年，隨同越華教育考察團訪臺的阮樂化神父

斯坦·阿特金森在離開平興村前問阮樂化，自己能夠送給他什麼東西，阮樂化的回答是：1500件迪士尼樂園的T恤和一些可口可樂的廣告牌。後來阿特金森採購了這些物資並送給了阮樂化，後者則將T恤當作海燕特區的制服，而將廣告牌用於向附近的村民宣傳。

## 榮譽
- 越南共和國五等保國勳章[12][40]
- 中華民國光華獎章[12]
- 1964年麥格塞塞獎公共服務類[6][41]
- 1993年以僑務委員會僑務委員身份受到中華民國政府褒揚[42]

## 著作
- 海角丹心（1975年）
- 越南淪亡的前因後果（1979年）

## 語錄
阮樂化在接受麥格塞塞公共服務獎時說：“戰鬥實際上是反共鬥爭的次要部分。最重要的部分是爲人民——所有的人，特別是共產黨人——的思想、心靈和靈魂而鬥爭....麥格塞塞之道是：首先贏得人民，然後贏得戰爭。我擔心在今天的越南，順序被顛倒了。我可以這樣直截了當地說，因為我既是一名軍人也是一名神父。武器是很重要的。爲了保護人民不受武裝的共產黨人的傷害，戰鬥是有必要的。但武器只是用來防守。我們的進攻是完全地依靠贏得人民，因爲一旦人民理解了共產主義的意味着什麼，一旦他們對我們保護他們的能力有信心，一旦他們對我們的誠意有信心，戰鬥就勝利了。”

## 腳註
1. ↑  海燕特區被編入了越南共和國正規軍
2. ↑  越南當局稱阮樂化出生於1908年8月28日越南海寧省硭街，父親叫阮方言（音，下同），母親叫齡氏梔，居住於胡志明市第一郡陈兴道街第265号。有一個養姐，一個親姐和三個弟弟，名字分別是：成、發和業。[10]
3. ↑  《今日臺灣》電子報上一篇刊登於1965年3月1日的文章稱阮樂化原名“Chen I-cheng”，出生於雷州半島。[13]
4. ↑  伯納德·岳（音，Bernard Yoh），出生於上海，就讀於耶穌會學校，20世紀50年代末和60年代初期任吳廷琰的私人顧問，幫助組建和武裝了海燕特區。1963年回到美國，後任心理戰講師。1995年12月25日去世。[18][19]

### 引用
1. 1 2 3 4  蘇玉珍.  (pdf). 2013年  [2022-05-22]. （原始内容存档 (PDF)于2022-05-22） （中文）.
2. ↑  趙本立.  第2卷. 正中書局. 1998. ISBN 9570911654.
3. ↑  胡健國. . 國史館. 2003. ISBN 9570158700.
4. ↑  徐友春. . 石家莊: 河北人民出版社. 2007  [2022-05-22]. ISBN 9787202030141. （原始内容存档于2020-07-24）.
5. ↑  華僑協會總會. . ISBN 9579748586.
6. 1 2 3 4  . www.rmaward.asia.   [2022-05-22]. （原始内容存档于2022-05-22） （英语）.
7. ↑  东兴市地方志编纂委员会. . 南宁: 广西人民出版社. 2017. ISBN 978-7-219-10202-2. 20世紀60年代曾一度化名阮洛和
8. ↑  社论. . 人民日报. 1965-06-05  [2022-05-27]. （原始内容存档于2022-06-03）. 海燕一战，越南南方解放军痛歼顽敌阮洛和部，摧毁了金瓯半岛上这一特区的反动政治、军事中心。
9. ↑  . 人民日报. 1963-05-14  [2022-05-27]. （原始内容存档于2022-06-02）. 南越人民的战斗同时是为了铲除（在南越的）台湾海盗残余——目前它以匪首阮洛和为代表。
10. 1 2  . thcsphanngochien.namcan.edu.vn. 2020-09-02  [2022-05-22]. （原始内容存档于2022-05-22） （越南语）.
11. ↑  國史館. . . 國史館. 1991. ISBN 9570094338.
12. 1 2 3 4 5 6 7 8  . taipei.catholic.org.tw.   [2022-05-22]. （原始内容存档于2022-05-22）.
13. 1 2  China (Taiwan), Ministry of Foreign Affairs, Republic of. . Taiwan Today. 1965-03-01  [2022-05-22]. （原始内容存档于2022-05-22） （英语）.
14. 1 2  黃宗鼎.  (PDF). 南方華裔研究雑志. 2010年, 第4卷  [2022-05-22]. （原始内容 (PDF)存档于2022-03-17）.
15. ↑  海外學人編輯委員會. . 1993.
16. 1 2 3 4 5  國史館. . . 國史館. 1992.
17. ↑  Hansen, Peter. . Journal of Vietnamese Studies. 2009-10-01, 4 (3)  [2022-05-23]. ISSN 1559-372X. doi:10.1525/vs.2009.4.3.173. （原始内容存档于2022-05-23） （英语）.
18. ↑  Times, The New York. . The New York Times. 1995-12-28  [2022-05-23]. ISSN 0362-4331. （原始内容存档于2020-09-22） （美国英语）.
19. ↑  . 華盛頓郵報. 1995-12-27  [2002-05-24]. （原始内容存档于2022-05-23） （英语）.
20. ↑  . （原始内容存档于2010-08-07） （英语）.
21. ↑  . The New York Times. 1964-09-01  [2022-05-22]. ISSN 0362-4331. （原始内容存档于2022-05-22） （美国英语）.
22. ↑  . The Saturday Evening Post.   [2022-05-23]. （原始内容存档于2022-05-23） （美国英语）.
23. ↑  华侨华人百科全书编辑委员会. . 中国华侨出版社. 1999. ISBN 7-80120-628-2.
24. ↑  文化部國家文化記憶庫. .   [2022-05-22].
25. ↑  長虹.  (PDF). 僑協雜誌 (華僑協會總會僑協雜誌社). 2017-01-20, (第161期)  [2022-05-22]. （原始内容 (PDF)存档于2022-05-22）.
26. ↑  陈加昌. . 八方文化. 2011年. ISBN 9813205806.
27. ↑  . 工商晚報 (工商日報出版社). 1964-04-30  [2022-07-11] （中文（香港））.
28. 1 2 3  . www.uneeknet.com.   [2022-05-22]. （原始内容存档于2019-10-25）.
29. ↑  . voca-vfoc.ezsino.org.   [2022-05-22]. （原始内容存档于2022-05-22）.
30. ↑  慕恬.  (PDF). 僑協雜誌. 2014年, (第144期)  [2022-05-22]. （原始内容 (PDF)存档于2022-05-22）.
31. ↑  . gzhpxh.com.   [2022-05-22]. （原始内容存档于2022-05-22）.
32. ↑  . taipei.catholic.org.tw.   [2022-05-22]. （原始内容存档于2020-12-05）.
33. ↑  . catalog.digitalarchives.tw.   [2022-05-23]. （原始内容存档于2021-03-19）.
34. ↑  《六万山烽火》编委会. . 北京: 中共党史出版社. 2002年. ISBN 7-80136-771-5.
35. ↑  中共北海市委党史研究室. . 南寧: 广西人民出版社. 2001. ISBN 7-219-04426-7.
36. ↑  . Báo Cà Mau Online.   [2022-05-23]. （原始内容存档于2019-09-13） （英语）.
37. ↑  . 2013-12-01  [2022-05-22]. （原始内容存档于2021-12-16） （越南语）.
38. ↑  . 越南外文出版社. 1964.
39. ↑  唐向宇.  (pdf). 2014  [2022-08-30]. ISBN 9865729393. （原始内容存档 (PDF)于2022-08-30）.
40. ↑  . 工商日報 (工商日報有限公司). 1964-12-12  [2022-07-11] （中文（香港））.
41. ↑  蕭曦清. . 1995. ISBN 9570909994.
42. ↑  李登輝; 連戰. . 總統府公報. 1993-05-12, (第5718號): 3  [2022-09-16]. （原始内容存档于2022-09-16） （中文（臺灣））.

### 來源
- Dagenais, Henry F. . 2014. ISBN 0615945414.
- 阮樂化. . 海燕國際企業公司. 1975.
- 黄秋. . 臺北: 僑聯出版社. 1964.

## 外部鏈接
- VIETNAM WAR DOCUMENTARY THE VILLAGE THAT REFUSES TO DIE PART 1 77314 （页面存档备份，存于）

- グエン・ラック・ホア神父 （页面存档备份，存于）